# ダナ・アイヴィ
ダナ・アイヴィ（Dana Ivey, 1941年8月12日 - ）は、アメリカ合衆国の女優である。

## 来歴
1941年にジョージア州アトランタに生まれる。母親は、教師、スピーチセラピスト、女優として活躍し、ジョージア州立大学で教壇に立っていた。父親は物理学者で大学教授だった。両親はアイヴィが幼い頃に離婚している。フロリダ州にある大学へ進学して、奨学金を得てイギリスへ渡りLondon Academy of Music and Dramatic Artで演劇を学んだ。1962年にテレビドラマの端役でデビューするも、しばらくはアメリカ国内やカナダにおいて舞台の活動に専念する。しばらくして、ニューヨークへ住むようになり、1981年に『マクベス』でブロードウェイデビューを果たした。その後、舞台での露出も増えていき、1984年にノエル・カワード演出の舞台『Present Laughter』の助演を演じ、Clarence Derwent Awardを獲得。同年、スティーヴン・ソンドハイムの『Sunday in the Park with George』と、第一次世界大戦をテーマにした『Heartbreak House』における演技でトニー賞にノミネートされた。
1985年、スティーヴン・スピルバーグ監督の『カラー・パープル』で劇場用公開映画デビュー。人種差別が激しい南部の町で、オプラ・ウィンフリー演じる黒人女性を雇い入れる世間知らずな白人女性を演じた。同作品がメジャー作品への初出演で、徐々に映画での露出も増えていく。特に知られたのは1991年に製作された大ヒット映画『アダムス・ファミリー』と1993年に製作された同作品の続編『アダムス・ファミリー2』におけるモーティシアの友人マーガレット役。同作品では、アダムス家の親戚であるカズンイットと結ばれる役柄を演じた。その後も話題作・テレビ・舞台と様々な分野でその才能を発揮。『ホーム・アローン2』では、ニューヨークで迷子になったマコーレー・カルキン演じるケヴィン少年が宿泊するホテルのフロント・マネージャーも演じている。2007年に出演した『ラッシュアワー3』では、ジャッキー・チェンとも共演した。これまで出演した舞台で、トニー賞に5回ノミネートされた実力派でもある。

## 主な出演作品

### 映画
| 公開年 | 邦題 原題                                                              | 役名                       | 備考       | 吹き替え                                                                 |
| ------ | ---------------------------------------------------------------------- | -------------------------- | ---------- | ------------------------------------------------------------------------ |
| 1982   | マクベス Macbeth                                                       | 魔女                       | テレビ映画 |                                                                          |
| 1985   | エクスプロラーズ Explorers                                             | ミセス・ミュラー           |            | 宗形智子（フジテレビ版）                                                 |
| 1985   | カラーパープル Color Purple                                            | ミス・ミリー               |            | 浅井淑子（TBS版）                                                        |
| 1986   | 心みだれて Heartburn                                                   | 結婚式のスピーカー         |            |                                                                          |
| 1986   | 私の中のもうひとりの私 Another Woman                                   | 婚約パーティーのゲスト     |            |                                                                          |
| 1988   | ペテン師とサギ師/だまされてリビエラ Dirty Rotten Scoundrels            | ミセス・リード             |            |                                                                          |
| 1990   | ハリウッドにくちづけ Postcards from the Edge                           | Wardrobe Mistress          |            |                                                                          |
| 1991   | アダムス・ファミリー The Addams Family                                 | マーガレット・アルフォード |            | 沢田敏子（ソフト版） 一城みゆ希（日本テレビ版）                          |
| 1992   | ホーム・アローン2 Home Alone 2: Lost in New York                       | ホテルのフロント           |            | さとうあい（ソフト版） 一柳みる（テレビ朝日版） 京田尚子（フジテレビ版） |
| 1993   | ハックフィンの大冒険 The Adventures of Huck Finn                       | ダグラス未亡人             |            |                                                                          |
| 1993   | 南北戦争前夜 Class of '61                                              | ジュリア・ペイトン         | テレビ映画 |                                                                          |
| 1993   | ギルティ/罪深き罪 Guilty as Sin                                        | D.トンプキンス判事         |            | 斉藤昌                                                                   |
| 1993   | めぐり逢えたら Sleepless in Seattle                                    | クレア                     |            |                                                                          |
| 1993   | アダムス・ファミリー2 Addams Family Values                             | マーガレット・アダムス     |            | 磯辺万沙子（ソフト版） 一城みゆ希（日本テレビ版）                        |
| 1995   | スカーレット・レター The Scarlet Letter                                | メレディス・ストーンホール |            |                                                                          |
| 1995   | サブリナ Sabrina                                                       | マック                     |            |                                                                          |
| 1998   | インポスターズ The Impostors                                           | エッセンダイン婦人         |            |                                                                          |
| 1998   | サイモン・バーチ Simon Birch                                           | ジョーの祖母               |            | 谷育子                                                                   |
| 1999   | ジェファーソン/ 冤罪の死刑囚 A Lesson Before Dying                     | エドナ                     | テレビ映画 |                                                                          |
| 1999   | マムフォード先生 Mumford                                               | ミセス・クリスプ           |            |                                                                          |
| 2000   | キッド The Kid                                                         | アレクサンダー博士         |            | 谷育子                                                                   |
| 2002   | オレンジカウンティ Orange County                                       | ヴェラ                     |            |                                                                          |
| 2002   | トゥー・ウィークス・ノーティス Two Weeks Notice                        | ルース・ケルソン           |            | 谷育子                                                                   |
| 2003   | キューティ・ブロンド/ハッピーMAX Legally Blonde 2: Red, White & Blonde | リビー・ハウザー           |            | 藤波京子                                                                 |
| 2007   | ブロークン・イングリッシュ Broken English                              | エリノア・グレゴリー       |            |                                                                          |
| 2007   | ラッシュアワー3 Rush Hour 3                                            | シスター・アグネス         |            |                                                                          |
| 2008   | オー! マイ・ゴースト Ghost Town                                        | マージョリー               |            |                                                                          |
| 2009   | 噂のモーガン夫妻 Did You Hear About the Morgans?                       | トリシュ                   |            |                                                                          |
| 2011   | The Importance of Being Earnest                                        | ミス・プリムス             |            |                                                                          |
| 2011   | ヘルプ 〜心がつなぐストーリー〜 The Help                               |                            |            |                                                                          |
| 2013   | Muhammad Ali's Greatest Fight                                          | ミセス・ペイジ             |            |                                                                          |
| 2017   | ロング, ロングバケーション The Leisure Seeker                          | リリアン                   |            |                                                                          |
| 2018   | オーシャンズ8 Ocean's Eight                                            | ダイアナ                   |            |                                                                          |

### テレビシリーズ
| 放映年    | 邦題 原題                                            | 役名                   | 備考         | 吹き替え |
| --------- | ---------------------------------------------------- | ---------------------- | ------------ | -------- |
| 1986-1987 | Easy Street                                          | エレノア・スタンダード | 22エピソード |          |
| 1989      | シャドー・コップ B.L. Stryker                        | ガブリエレ・ハーウッド | 1エピソード  |          |
| 1995      | ホミサイド/殺人捜査課 Homicide: Life on the Street   | マギー・ブランダー     | 3エピソード  |          |
| 1996      | ロー&オーダー Law & Order                            | ミズ・ショー           | 1エピソード  |          |
| 1997      | そりゃないぜ!? フレイジャー Frasier                  | ミズ・ランガー         | 1エピソード  |          |
| 2000      | OZ/オズ OZ                                           | パトリシア・ネイサン   | 2エピソード  |          |
| 2003      | ザ・プラクティス ボストン弁護士ファイル The Practice | ナタリー・ブラウン判事 | 1エピソード  |          |
| 2004      | セックス・アンド・ザ・シティ Sex and the City        | トルーディ・ストーク   | 1エピソード  |          |
| 2005      | 名探偵モンク Monk                                    | Mrs. Eels              | 1エピソード  |          |
| 2010      | アグリー・ベティ Ugly Betty                          | ロベルタ               | 1エピソード  |          |
| 2010      | ボードウォーク・エンパイア 欲望の街 Boardwalk Empire | ミセス・マクゲイリー   | 4エピソード  |          |